# HK NS Stars

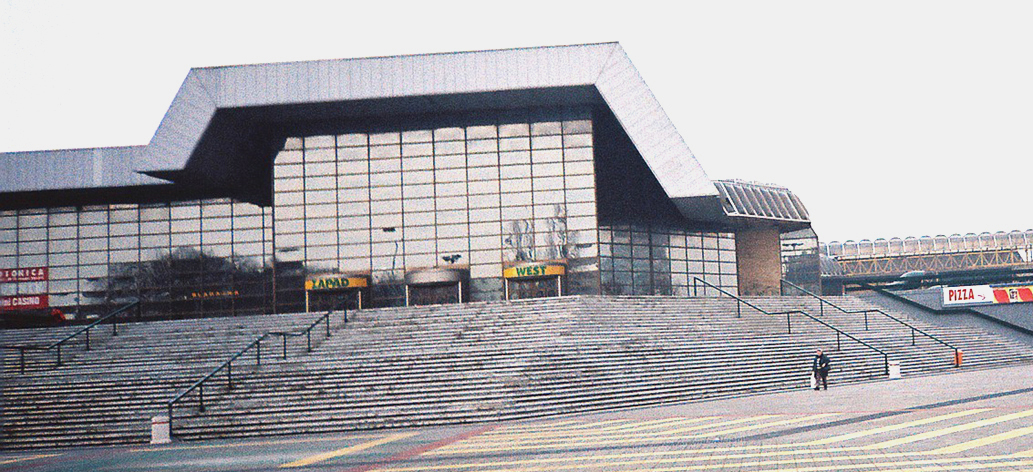
Das SPENS, Heimspielstätte des HK NS Stars

Der Hokejaški Klub NS Stars ist ein 2002 gegründeter Eishockeyclub aus Novi Sad, Serbien, der zunächst ausschließlich Nachwuchsarbeit betrieb und dessen Spieler nach ihrer Juniorenzeit meist zu den (Semi-)Profivereinen HK Novi Sad oder HK Vojvodina Novi Sad wechselten. Nach Querelen zwischen diesen beiden Klubs und dem serbischen Eishockeyverband erhielten diese keine Spielgenehmigung mehr. Daher wurde 2012 der HK NS Stars in die höchste Spielklasse Serbiens aufgenommen.
Die Heimspiele des Vereins werden in der Ledena dvorana SPENS ausgetragen, die 1.623 Zuschauern Platz bietet.